# 斑翅樸麗魚
斑翅樸麗魚，為輻鰭魚綱鱸形目隆頭魚亞目慈鯛科的其中一種，被IUCN列為極危保育類動物，分布於非洲喬治湖流域，棲息深度3-9公尺，體長可達16.6公分，棲息在沙尼或礫石底質水域，屬肉食性，以魚類及昆蟲為食，生活習性不明。

## 擴展閱讀
維基物種上的相關：斑翅樸麗魚